# The Town Festival
The Town é um festival de música idealizado pelo empresário brasileiro Roberto Medina – mesmo criador do Rock in Rio – pela primeira vez em 2023. É reconhecido como um dos maiores festivais musicais do Brasil. O festival é localizado no Autódromo de Interlagos em São Paulo, mesmo local onde é realizado o Lollapalooza e Primavera Sound.
Com a criação do The Town, foi anunciado que o Rock in Rio X que ocorreria em 2023 no Parque Olímpico do Rio de Janeiro seria adiada para 2024, e que agora, as edições do Rock in Rio acontecerão em anos pares junto com o Rock in Rio Lisboa, pois nos anos ímpares acontecerão as edições do The Town em São Paulo, evitando assim que os dois festivais brasileiros ocorressem no mesmo ano.

## História

### Primeira edição (2023)
A primeira edição do The Town, realizada no Autódromo de Interlagos em São Paulo, entre os dias 2 e 10 de setembro de 2023 e atraiu meio milhão de pessoas ao longo dos cinco dias de festival. Com ingressos esgotados e mais de 235 horas de música, o festival apresentou uma variedade de performances de artistas nacionais e internacionais, incluindo o headliner Bruno Mars, que realizou duas apresentações com lotação esgotada.

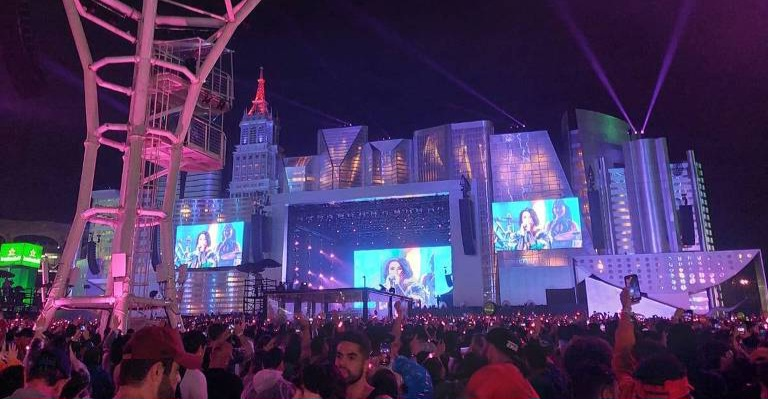
Palco Skyline

A infraestrutura do evento foi marcada por colaborações entre empresas de transporte e órgãos públicos, que facilitaram o acesso ao local. A cenografia buscou incorporar elementos da cultura e arquitetura paulistana, com palcos como São Paulo Square e Factory, até as regiões mais cosmopolitas, ilustradas pelos prédios do palco Skyline.

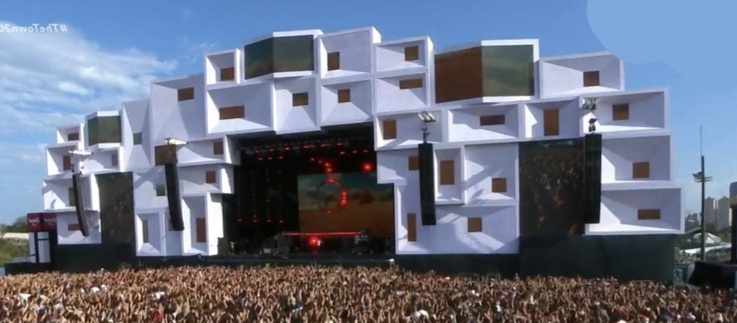
Palco The One

Em termos econômicos, o festival movimentou R$ 1,9 bilhão e gerou mais de 23 mil empregos diretos e indiretos. O evento também promoveu iniciativas sustentáveis, como uma operação de copos reutilizáveis e parcerias com empresas voltadas para reciclagem e reflorestamento.
Diversas marcas, como Heineken, Vivo e iFood, realizaram campanhas ao longo do evento, enquanto a loja oficial do festival vendeu mais de 100 mil itens, com 93% dos produtos esgotados.

Palco New Dance Order

No palco, além da música eletrônica representada pelo palco New Dance Order, o festival apresentou uma programação diversificada que incluiu jazz, R&B e música urbana. Artistas brasileiros como Luísa Sonza, Pabllo Vittar, Iza e Gloria Groove se apresentaram nos palcos principais. O evento também contou com shows de Demi Lovato, Foo Fighters, Post Malone, Iggy Azalea, Bebe Rexha, Maroon 5, Kim Petras, Marina Sena, Jão, Grag Queen, entre outros. Bruno Mars foi o headliner de maior destaque, encerrando a edição inaugural do festival, cuja próxima edição está prevista para 2025.

### Segunda edição (2025)
Após o fim da primeira edição em 2023, a segunda edição do festival foi confirmada para setembro de 2025. O festival ocorrerá entre os dias 6 e 14 de setembro de 2025.

## Edições
| Nº | Edição        | Público         | Local                              | Ref.   |
| -- | ------------- | --------------- | ---------------------------------- | ------ |
| 1  | The Town 2023 | 500.000 pessoas | Autódromo de Interlagos, São Paulo | [ 11 ] |
| 2  | The Town 2025 | —               | Autódromo de Interlagos, São Paulo | [ 10 ] |